# Токицукадзэ (эсминец, 1940)
Токицукадзэ (яп. 時津風 благоприятный ветер) — японский эсминец типа «Кагэро». В военно-исторической литературе распространено название Токицукадзе.

## Строительство
Заложен 20 февраля 1939 года на верфи Морского арсенала в Майдзуру. Спущен 10 ноября того же года, вошёл в строй 15 января 1940 года.

## Служба
В момент нападения на Перл-Харбор «Токицукадзэ» был приписан к 16-му дивизиону эсминцев и состоял во второй миноносной эскадре 2-го флота. Эсминец выдвинулся из Палау в составе эскорта авианосца «Рюдзё» для участия во вторжении на юг Филиппин.
В начале 1942 года «Токицукадзэ» принял участие во вторжении в голландскую ост-Индию, сопровождая силы вторжения на Манадо, Кендари и Амбон в январе, и силы вторжения на Тимор и Восточную Яву в феврале. 26-27 февраля он участвовал в сражении в Яванском море, принимая участие в торпедной атаке на Союзный флот. В марте вторая миноносная эскадра принимала участие в противолодочных операциях в Яванском море. В конце месяца «Токицукадзэ» выдвинулся из Амбона для вторжения в Западную Новую Гвинею. В конце апреля он вернулся в военно-морской арсенал в Куре для ремонта и простоял в доке по 2 мая.
21 мая 1942 года «Токицукадзэ» в составе эскадры вышел из Куре в Сайпан, где они встретились с конвоем войск и отплыли в сторону острова Мидуэй. В результате разгрома Ударного соединения и потери четырех авианосцев в битве за Мидуэй вторжение было отменено и конвой удалился, так и не увидев боя. Дивизиону было приказано возвратиться в Куре.
14 июля «Токицукадзэ» был переведен в состав 3-го флота и передан для сопровождения транспорта «Нанкай Мару» в «Рабаул, потом вернулся с крейсером Могами» к Куре в середине августа. «Токицукадзэ» вернулся на Соломоновы острова к концу месяца для участия в сражении у восточных Соломоновых островов 24 августа в качестве эскорта авианосца «Рюдзё» и крейсера «Тонэ». После битвы он оказал помощь в спасении выживших с «Рюдзё» и в сентябре провел патрулирование у островов Трук. Он сопроводил поврежденный авианосец «Тайо» на Куре для ремонта в середине октября.
В бою у острова Санта-Крус 26 октября он был частью ударных сил адмирала Нагумо. В начале ноября эсминец вернулся к Куре вместе с авианосцем «Дзуйкаку» и участвовал в учениях во внутреннем Японском море до конца года.
После передислокации к Шортленду, 10 января, обеспечивая прикрытие для операции по снабжению войск на Гуадалканале, «Токицукадзэ» участвовал в потоплении американских торпедных катеров «PT-43» и «PT-112». До конца февраля он продолжал использоваться в качестве высокоскоростного транспорта при эвакуации японских войск с Гуадалканала.
Во время боя в море Бисмарка 3 марта 1943 года «Токицукадзэ» был поврежден Союзными ВВС, в результате атак которых погибли 19 членов экипажа, а сам корабль оказался лишенным хода. Капитан Майасоши Мотокура (Mayasyoshi Motokura) отдал приказ покинуть корабль, и оставшиеся в живых были взяты на борт эсминца «Юкикадзэ». Брошенное судно было обнаружено к юго-востоку от Финшхафена и потоплено союзными самолетами на следующее утро в точке с координатами 07°16′ ю. ш. 148°15′ в. д..

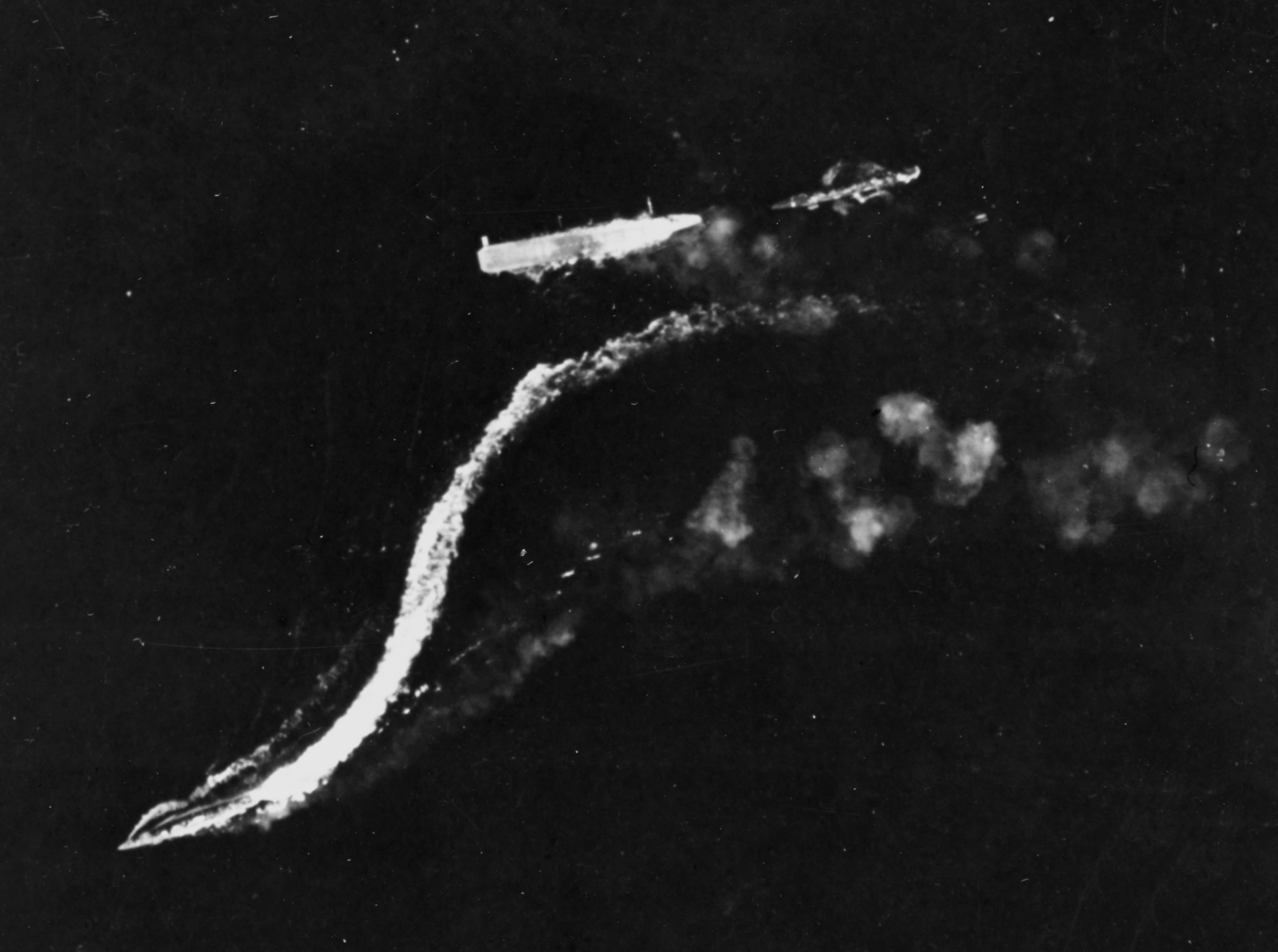
Токицукадзэ снимает команду с авианосца Рюдзё.

1 апреля 1943 года «Токицукадзэ» был исключён из состава флота.

## Книги
- Brown, David. Warship Losses of World War Two (неопр.). — United States Naval Institute, 1990. — ISBN 1-55750-914-X.
- D'Albas, Andrieu. Death of a Navy: Japanese Naval Action in World War II (англ.). — Devin-Adair Pub, 1965. — ISBN 0-8159-5302-X.
- Evans, David. Kaigun: Strategy, Tactics, and Technology in the Imperial Japanese Navy, 1887-1941 (англ.). — US Naval Institute Press, 1979. — ISBN 0-87021-192-7.
- Conway's All the World's Fighting Ships 1922-1946 (англ.) / Roger Chesneau. — Grenwitch: Conway Maritime Press[англ.], 1980. — ISBN 0-85177-146-7.
- Howarth, Stephen. The Fighting Ships of the Rising Sun: The Drama of the Imperial Japanese Navy, 1895–1945 (англ.). — Atheneum, 1983. — ISBN 0-689-11402-8.
- Jentsura, Hansgeorg. Warships of the Imperial Japanese Navy, 1869–1945 (англ.). — US Naval Institute Press, 1976. — ISBN 0-87021-893-X.
- Watts, A. J. Japanese Warships of World War II, Ian Allen, London, 1967.
- Whitley, M. J. Destroyers of World War 2 (неопр.). — Cassell Publishing, 1988. — ISBN 1-85409-521-8.